# Ceresium geniculatum
Ceresium geniculatum är en skalbaggsart som beskrevs av White 1855. Ceresium geniculatum ingår i släktet Ceresium och familjen långhorningar.
Artens utbredningsområde är:
- Laos.
- Burma.

Inga underarter finns listade i Catalogue of Life.